# Statua equestre di Menelik II
La statua equestre di Menelik II è un monumento situato al centro di Menelik II Square ad Addis Abeba, in Etiopia.

## Storia
La statua fu commissionata allo scultore tedesco Hartle Spengler verso il 1930 dall'imperatrice Zauditù, allo scopo di onorare la memoria del padre Menelik II e celebrare la vittoriosa battaglia di Adua del 1896 da lui condotta.
Il monumento, realizzato in Germania, fu trasportato ad Addis Abeba nel 1930 e collocato al centro della piazza di fronte alla cattedrale di San Giorgio, ma, poco prima della cerimonia di inaugurazione, l'imperatrice morì improvvisamente; fu quindi il suo successore Hailé Selassié a presiedere alla cerimonia, che si svolse il 1º novembre di quell'anno, il giorno prima della sua incoronazione a imperatore d'Etiopia.
In seguito all'occupazione italiana del 1936, la statua fu rimossa e nascosta, in quanto simbolo dell'indipendenza del Paese.
L'anno dopo il crollo dell'impero coloniale italiano del 1941, Hailé Selassié fece ricollocare il monumento al centro della piazza, ribaltando tuttavia l'orientamento originario.
Da allora ogni anno, in occasione dell'anniversario della battaglia di Adua, l'imperatore posò ai piedi della statua una corona di fiori, dopo aver partecipato alla funzione religiosa nella vicina cattedrale. La tradizione fu mantenuta anche dopo il colpo di Stato che portò al potere la giunta militare comunista del Derg guidata da Menghistu Hailé Mariàm, abolendo tuttavia ogni cerimonia sacra.